# اسپایروپیران
اسپایروپیران نوعی ترکیب شیمیایی آلی است که به دلیل خاصیت فتوکرومیک شناخته شده است و امکان استفاده از این مولکول را در حوزه پزشکی و فناوری فراهم می کند. اسپایروپیران ها در اوایل قرن بیستم کشف شدند.  با این حال ، در دهه بیست و یکم بود که فیشر و هیرشبرگین ویژگیهای فتوکرومیک و واکنش برگشت پذیر را مشاهده کردند. در سال 1952 ، فیشر و همکاران برای اولین بار فوتوکرومیسم در اسپایروپایرن ها را اعلام کردند. از آن زمان ، مطالعات زیادی در مورد ترکیبات فتوکرومیک انجام شده است که تا به امروز ادامه داشته است.    

## سنتز
دو روش برای تولید اسپایروپایرن وجود دارد. اولین مورد می تواند با میعان پایه های متیلن با آلدهیدهای آروماتیک هیدروکسی اکسید (یا میعان پیش ساز پایه های متیلن) باشد. اسپایروپایرن به طور کلی می توان با جوشاندن آلدئید و نمک بنزولیم مربوطه در حضور پیریدین یا پایپریدین به دست آیند. فرمول کلی سنتز اسپایروپیران ها در شکل ۱ نشان داده شده است. 

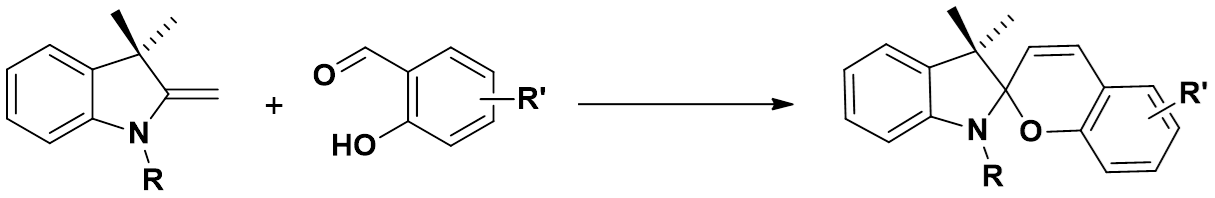
شکل 1

راه دوم با میعان آلدهیدهای آروماتیک o-هیدروکسی آلی با نمک کاتیونهای هتروسیکلیک است که شامل گروههای فعال متیلن و جداسازی نمکهای استریل واسطه است. این روش دوم با برداشتن عناصر اسید از نمک استریل به دست آمده مانند اسید پرکلریک با پایه های آلی (آمونیاک گازی یا آمین ها). 

## ساختار
اسپایروپیران یک ایزومر 2H- پیران است که دارای اتم هیدروژن در موقعیت دو است که توسط یک سیستم حلقه دومی متصل به اتم کربن در موقعیت دو از مولکول پیران به روش اسپیروجایگزینشده است. بنابراین یک اتم کربن وجود دارد که در هر دو حلقه ، حلقه پیران و حلقه جایگزین مشترک است. حلقه دوم ، حلقه جایگزین ، معمولاً هتروسیکلیک است اما استثنائاتی نیز در آن وجود دارد. 
هنگامی که اسپایروپیران در محلول با حلالهای قطبی است یا وقتی گرمایشی ( گرمازدایی ) یا تابش ( فوتوکرومیسم ) را دریافت می کند ، رنگی می شود زیرا ساختار آن تغییر کرده و به فرم مروسیانین تبدیل می‌شود. 
تفاوت ساختاری بین فرم اسپایروپیران و مروسیانین در این است که ، در حالی که در حلقه اول حلقه به شکل بسته است ، در دیگری حلقه باز می شود. فوتوکرومیسم ناشی از شکافت الکتروسیکلیک پیوند C-spiro-O با نوربرانگیختگی همراه است. 

## فوتوکرومیسم
فوتوکرومیسم پدیده ای است که با تابش تغییر رنگ در یک ماده ایجاد می کند. به عبارت دیگر، فوتوکرومیسم یک تغییر نور ناشی از رنگ یک ماده شیمیایی است. اسپایروپیران یکی از مولکولهای فتوکروماتیک است که اخیراً مورد توجه بیشتری قرار گرفته است. این مولکول ها از دو گروه عملکردی ترکیب ناجورحلقه در صفحات متعامد متصل به یک اتم کربن تشکیل شده اند. اسپایروپیران‌ها یکی از قدیمی‌ترین خانواده‌های فوتوکرومیسم است. به عنوان مواد جامد ، اسپیروپیران ها ماهیت فتوکرومیسم را ارائه نمی‌دهند. در محلول و در حالت خشک امکان پذیر است که تابش بین 250 نانومتر و 380   نانومتر (تقریباً) مقدور است که با شکستن اتصال CO ، اسپایروپیران‌ها را به شکل مروسیانینخود می‌برد . ساختار مولکولهای بی رنگ ، بستر واکنش (N) از نظر ترمودینامیکی نسبت به محصول پایدارتر است - بسته به حلال که در آن ذخیره شده است. به عنوان مثال در متیل‌پرولیدون ، تعادل می تواند بیشتر به سمت فرم مروسیانین (اثرات حلالیت کرومی) تبدیل شود. فوتوایزومرهای اسپایروپیران ها ساختاری شبیه به سیانین هادارند ، حتی اگر در مورد مرکز زنجیره پلی متین متقارن نباشد ، و به عنوان یک مروسیانین طبقه بندی می شود (شکل 2). 

شکل 2: اسپیروپران (1) به مروسیانین (2)

پس از اینکه تابش متوقف شد ، مروسیانین موجود در محلول شروع به تغییر رنگ و بازگشت به شکل اصلی خود یعنی اسپایروپیران (N) می کند. روش: 
- تابش اسپیروپیران ها در محلول با اشعه ماوراء بنفش طول موج 250-380   nm پیوند CO را می شکند.
- در نتیجه ، ساختار مولکول اولیه تغییر می کند ، نتیجه آن مروسیانین (MC) است. به دلیل سیستم ظاهر شده مزدوج پس از تابش اشعه ماوراء بنفش ، ضریب انقراض شکل MC به طور قابل توجهی بالاتر از یکی از فرم اسپایروپران نزدیک آن است.
- بر خلاف راه حل اولیه ، محصول واکنش فوتوکرومیسم بی رنگ نیست.
- بسته به تعویض سیستم آروماتیک ، عملکرد تغییر دهنده مشتقات می تواند موجب تغییر در سرعت سوئیچینگ و مقاومت خستگی نوری آنها شود.

## کاربرد
فتوکرومیک، گرمارنگی ، رنگحلالی و الکتروکرومیک ویژگی های اسپایروپیران، آنها را به ویژه در حوزه فناوری مهم کرده است. بیشتر کاربردهای آنها براساس ویژگیهای فتوکرومیک آنها است. 
ترکیبات فوتوشیمیایی مبتنی بر اسپیروپیران ها ، اسپیرواکازین ها و [2H] کرومن ها به دلیل خصوصیات حساس به نور بدون نقره که می توانند برای ضبط نوری داده های از جمله لایه نازک ، کلیدهای نوری (سنسورهای تشخیص نور از طول موج معین) ، فیلترهای نوری با انتقال تعدیل شده و مواد چند منظوره ترکیبی مینیاتوری استفاده شوند. 
در نتیجه ایجاد وسایل های جدید حساس به اشعه IR و پتانسیل اسپیروپیران ها برای ضبط نوری داده‌ها ، لیزرهای نیمه هادی به عنوان منبع تابش تابش امکان پذیر هستند. اسپیروپیران ها با مجتمع های یونی و بسپارهای ناهمگن اسپیروپران که جزئی از مواد پودری و فیلم هستند نیز برای ضبط داده های نوری و افزایش مدت زمان نگهداری آن استفاده شده اند. 
گروه دیگری از اسپایزوپیران‌ها که شامل ایندولینها یا هیتروسایکل‌های نیتروژن و ایندولینواسپایرتیاپیرانها هستند کاربردی در اشکال فیلم از مواد فتوکرومیک با استفاده از رزین های پلی استر داشته اند. از آن دسته از رزین ها با ضریب شکست بالا برای ساخت لنزهای فتوکرومیک استفاده شده است. علاوه بر این ، اسپیروپیران ها در مواد آرایشی مورد استفاده قرار می گیرند. 
انواع جدیدی از پلیمرهای اسپیروپیران اصلاح شده موجود در ترکیبات فتوکرومیک کاربردی در تولید حسگرهای نوری یافتند. آنهایی که رودوپسین به عنوان یک ترکیب دارند برای بالا بردن سطح سیگنال نوری استفاده می شوند . 
مجموعه دیگری از اسپیروپیران ها که به دلیل حساسیت آنها در برابر اشعه ماوراء بنفش مشخص می شوند ، ردیاب هایی برای محافظت از اندام ها ، برای تولید فیلترهای سبک با انتقال مدوله شده ، یا لنزهای فوتوکرومیک هستند. 
تعیین فعالیت پراکسیداز وسطوح NO2 در جو کاربردهایی از اسپایروپایران کربوکسیله هستند. 
امروزه ، اسپیروپیران ها بیشتر به عنوان دستگاه های منطق مولکولی ، دستگاه های فوتوکرومیک و الکتروپتریک ، سوئیچ های منطق مولکولی و سوپرمولکولی ، کلیدهای نوری و گیرنده های مصنوعی چند منظوره مورد استفاده قرار می گیرند. 
اسپایروپیران‌ها را می توان برای بررسی حالت کنفورماسیونی از DNA، به عنوان مشتقات خاص می تواند درجا زدن به DNA که در حالت باز استفاده کرد. 